# Wierietienino (obwód kurski)
Wierietienino (ros. Веретенино) – wieś (sieło) w Rosji, w obwodzie kurskim, w rejonie żeleznogorskim. W 2010 liczyła 371 mieszkańców.